# Lisa Honan
Lisa Kathleen Honan (antes Phillips) es una diplomática británica que se desempeña como Gobernadora de Santa Elena, Ascensión y Tristán de Acuña desde 2016 hasta 2019. Tras 359 años de dominación británica, Phillips se convirtió en la primera mujer en el puesto.

## Biografía
Desde 1988 formó parte del programa británico de Ayuda Oficial al Desarrollo en Barbados, India, Sri Lanka e Indonesia. Desde 1996 trabajó para el Departamento de Desarrollo Internacional (DFID) del gobierno británico. Entre 2002 y 2004 fue gerente del Programa UNICEF y Mancomunidad de Naciones del Departamento de Naciones Unidas y Mancomunidad de Naciones.
Luego retornó al DFIF donde en 2006 fue designada titular del equipo de Políticas Migratorias e Invesitagción, en 2009 jefa de gabinete de la Dirección de Políticas e Investigación y en 2011 jefa del Departamento de Gobernabilidad y Estados Frágiles. En 2013 fue designada como jefa de la oficina del DFID en Kenia, donde se desempeñó hasta 2016.
Fue nombrada Comendadora de la Orden del Imperio Británico en los honores del cumpleaños de la reina Isabel II de 2016 por sus servicios de ayuda internacional.
En cuanto a su vida personal, tiene un hijo.